# Credo Gospel
Credo Gospel är en svensk gospelkör hemmahörande i Stockholm. Kören har funnits sedan 1975 under namnet Credokören och har i huvudsak haft Lasse Axelsson som körledare fram till 2012. Kören leddes mellan 2012 och 2014 av Karin E Aase och mellan 2014 och 2016 av Hanna Olofsson. Sedan 2016 har kören bytt namn till Credo Gospel och drivs sedan dess som ett kollektiv med Camilla Stenman och Jenny Bax som musikaliska ledare. Kören har samarbetat med många svenska artister, däribland Carola Häggkvist, Cyndee Peters, Per-Erik Hallin, Jerry Williams, Håkan Hagegård och Panetoz. Kören har också haft möjlighet att sjunga tillsammans med internationella gospelartister som Clarence Eggleton, Joshua Nelson och Cynthia Nunn.
Under konceptet ”När livet vänder” har kören sedan 2013 bjudit in gästtalare till konserter för att lyfta existentiella frågor, däribland ståupparen och författaren Jonas Helgesson, och även uppmärksammat samhällsfrågor så som flyktingfrågan.

## Diskografi i urval
- 2010 Credokören sings Clarence Eggleton
- 1993 Joy to the World (med Cyndee Peters)
- 1990 I've Got a Robe